# Донаувёрт
Донаувёрт (нем. Donauwörth) — город в Германии, районный центр, расположен в земле Бавария.
Подчинён административному округу Швабия. Входит в состав района Донау-Рис. Население составляет 18 240 человек (на 31 декабря 2010 года). Занимает площадь 77,02 км². Официальный код — 09 7 79 131.

## Расположение
Донаувёрт расположен на берегу Дуная. В городе и его окрестностях нескольких рек впадают в Дунай. Это Кессель, Вёрниц, Цузам, Шмуттер, немного далее Лех.

## Персоналии
- Бонн, Фердинанд — немецкий актёр и драматург.
- Франк, Себастьян — немецкий философ, богослов, историк, географ.
- Крузе, Кете — немецкая создательница кукол ручной работы, музей которых есть в Донаувёрте[3].

## Фотографии

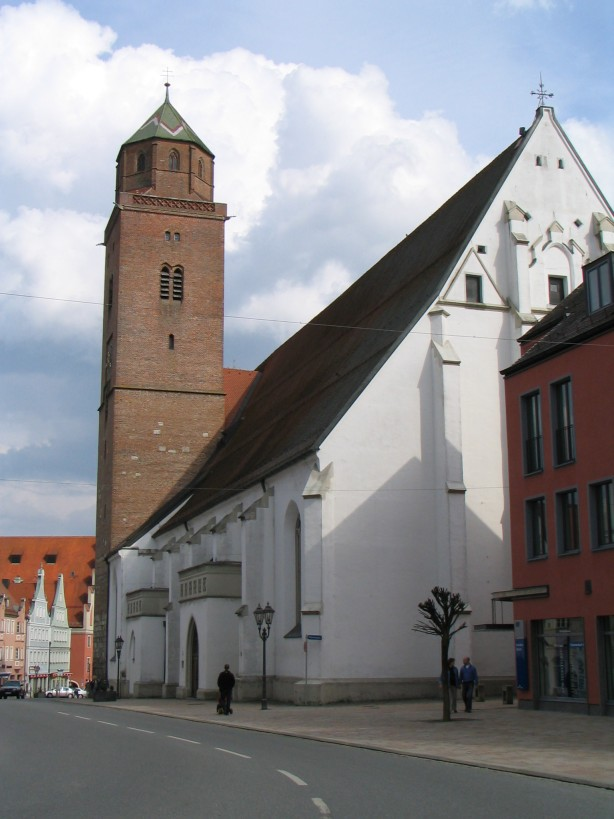
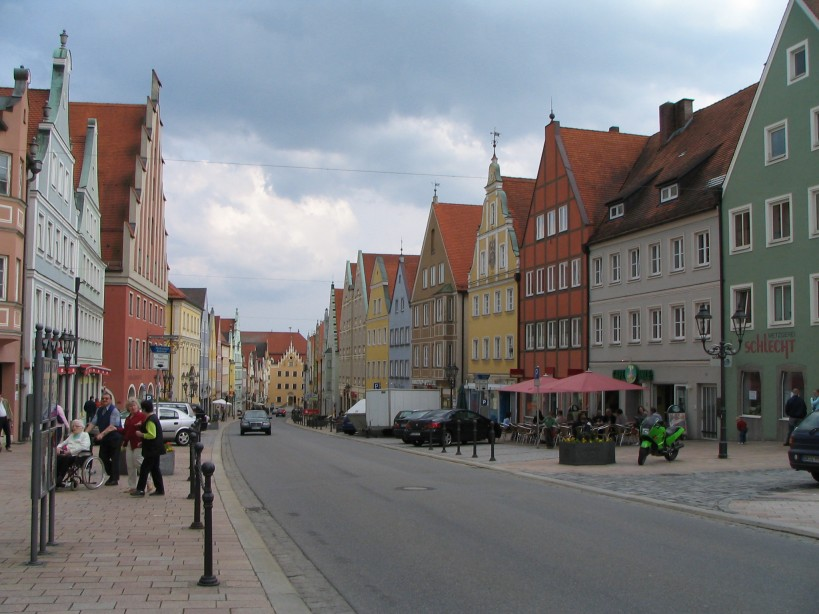
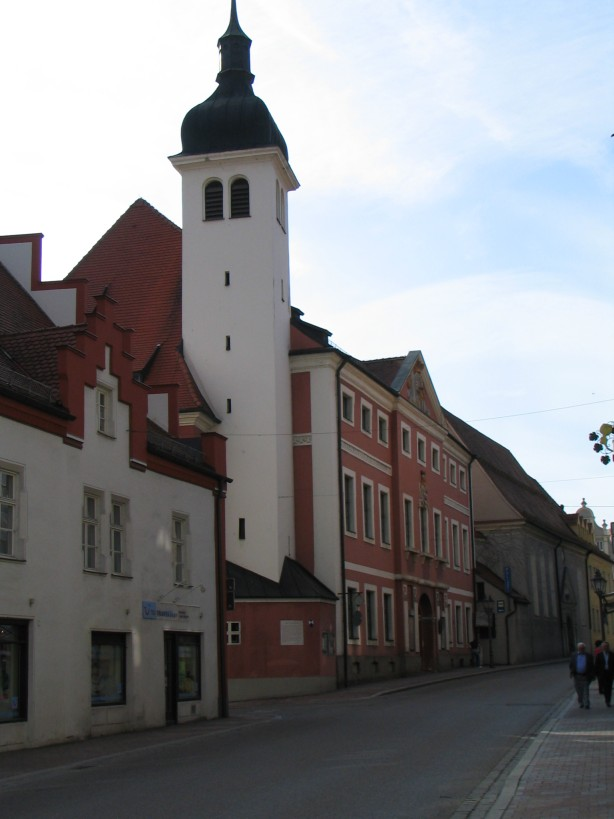
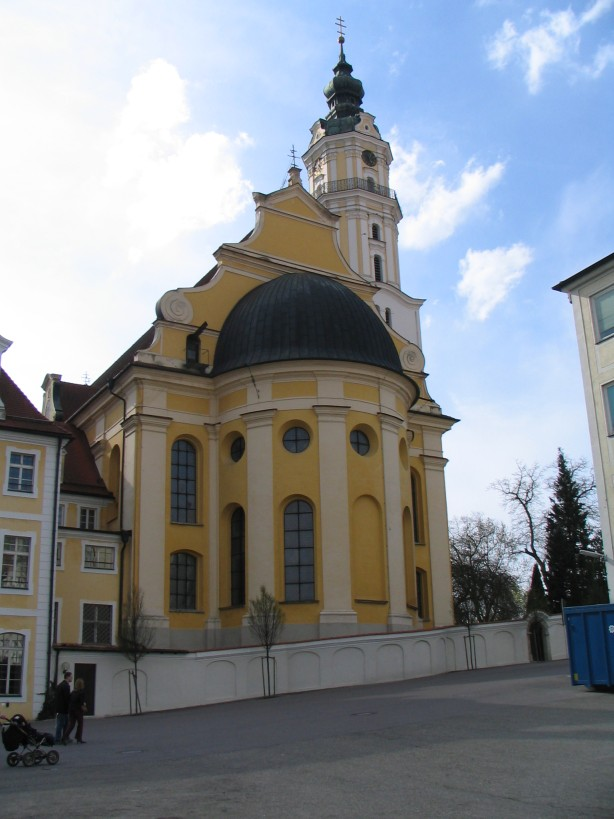
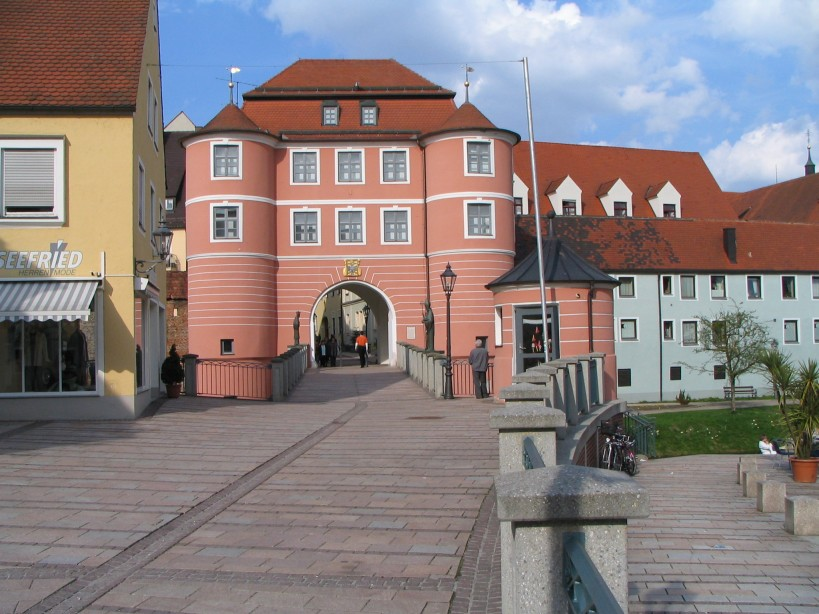
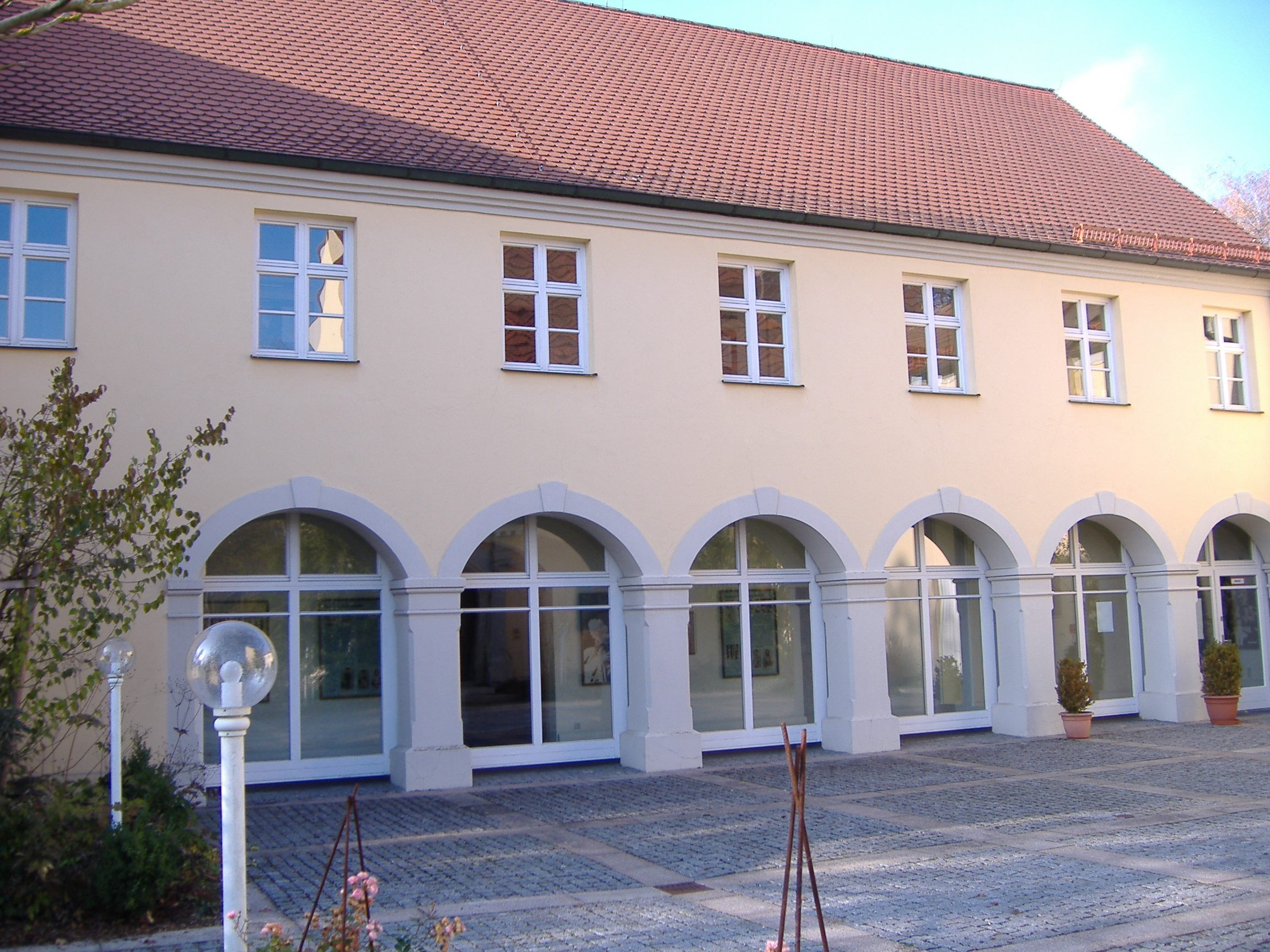